# Macháček (kostková hra)

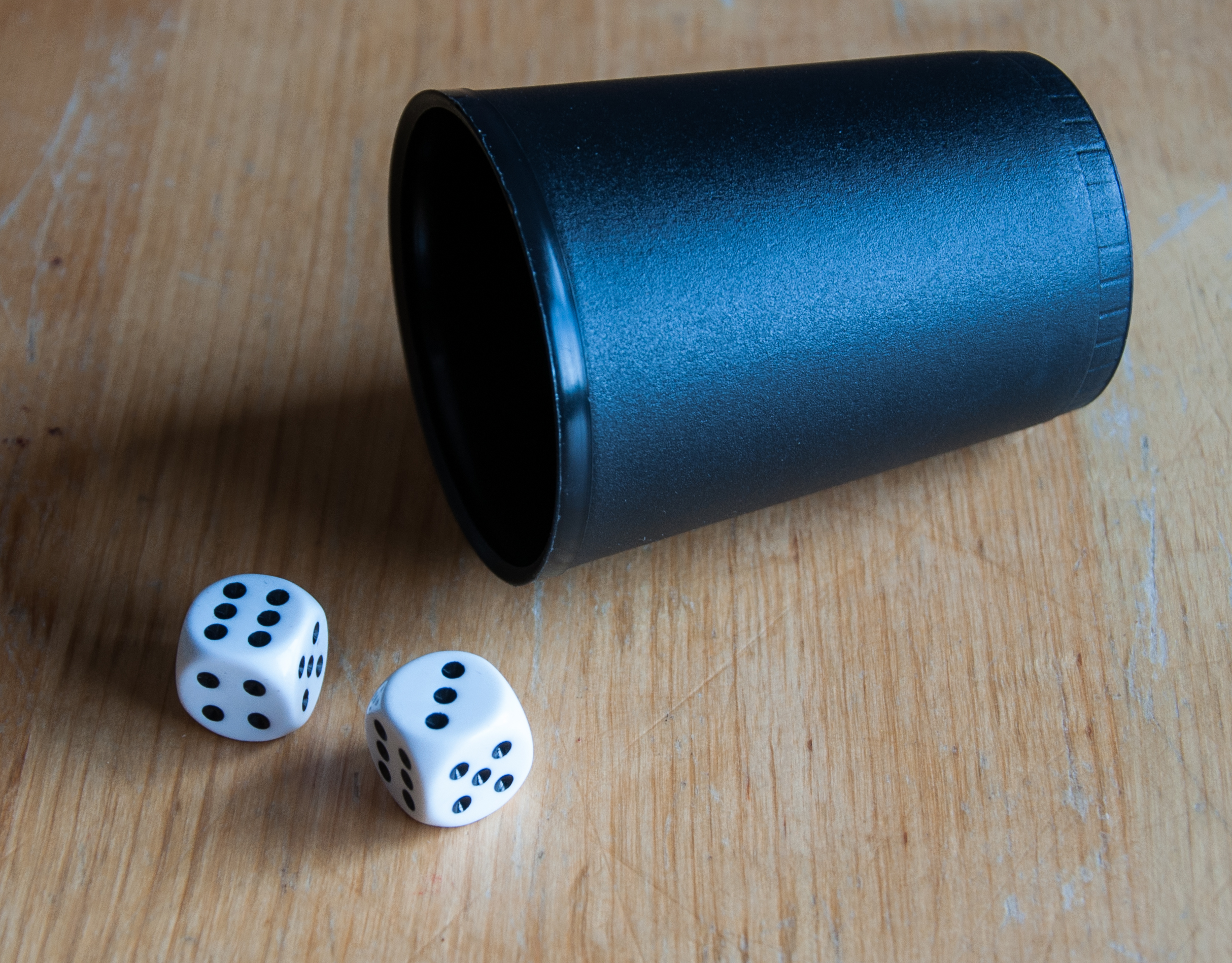
Dvě bílé hrací kostky

Macháček je společenská stolní hra s hracími šestihrannými kostkami pro dva a více hráčů.
Kořeny hry sahají do Jižní Ameriky, do Evropy byla přinesena španělským dobyvatelem Francisco Pizarrem během 16. století.[zdroj?] K úspěšnému hraní hry je potřebné oklamat soupeře a poznat soupeřův klam.
Podobné hry pod názvem Dudo, Cachito nebo Perudo jsou známy v Jižní Americe, ve Spojených státech je někdy shodná hra nazývána Mexicali nebo Mexičan. V Německu je hra známá pod názvem Mäxchen (malý Max), odtud i český název Macháček.

## Pravidla hry
Hráč A hodí dvěma kostkami, ale výsledek ukryje před hráčem B, který je na řadě. Svůj výsledek mu pouze oznámí. Hráč B má nyní dvě možnosti: 
V případě pochybností může hráče A požádat o odkrytí vržených kostek. Pokud hráč A blafoval, hráč B získává bod a začíná nové kolo. Odpovídá-li oznámený výsledek hodnotě na kostkách, pak prohrává hráč požadující jejich odhalení. 
V případě, že hráč B výsledku věří, převezme kostky s tím, že nyní musí na kostkách hodit vyšší hodnotu, než oznámil předchozí hráč. Může se však stát, že se mu to nepodaří. V takovém případě se pouze snaží předstírat, že předchozího hráče přehodil.  
Hodnoty se počítají následovně:
- Ze dvou různých hodnot se vždy vyšší číslo hlásí v řádu desítek a nižší v řádu jednotek (např.: 4 a 5 = 54).
- Dvě stejná čísla jsou vyšší hodnota než 65 a hlásí se jako indiáni (v některých verzích duby). (např.: 3 a 3 = tři indiáni).
- 2 a 1 nebo 1 a 2 je nejvyšší hodnota ve hře a hlásí se jako macháček. Macháček lze přehodit zase jen macháčkem.

## Varianty
Hra macháček je často na párty kombinována s pitím alkoholu. Každý, kdo prohraje, má za úkol se napít. V pokročilejší fázi hry je díky tomu stále složitější předstírat naházené hodnoty.[zdroj?]
Skrývaná varianta spočívá v tom, že hráč hodí kostky, ale nepodívá se a zahlásí číslo. Následující hráč má možnost věřit, říci vyšší číslo a posunout kostky bez hodu dalšímu hráči. Pokud věří nesmí kostky odkrýt, ale může samozřejmě zvolit variantu, kdy hází. Pokud nevěří, tak se kostky odkryjí. Prohrává se pouze v případě, že na kostkách bylo nižší číslo, než hlášené. Macháčka samozřejmě nelze poslat dál, toho je možné pouze přehodit. Posunutí kostek bez odkrytí (s nahlášením vyšší hodnoty) je možné i v případě, že se předchozí hráč po hodu na kostky podíval - v tom případě hrající hráč předpokládá, že soupeř hlásil nižší číslo, než ve skutečnosti hodil.